# 史家遗址 (淄博)
史家遗址，位于山东省淄博市桓台县田庄镇史家村，是中华人民共和国第七批全国重点文物保护单位之一。
2006年12月7日，公布为第三批山东省文物保护单位。2013年5月公布为全国重点文物保护单位，类别是古遗址。